# Andrzej Badurski

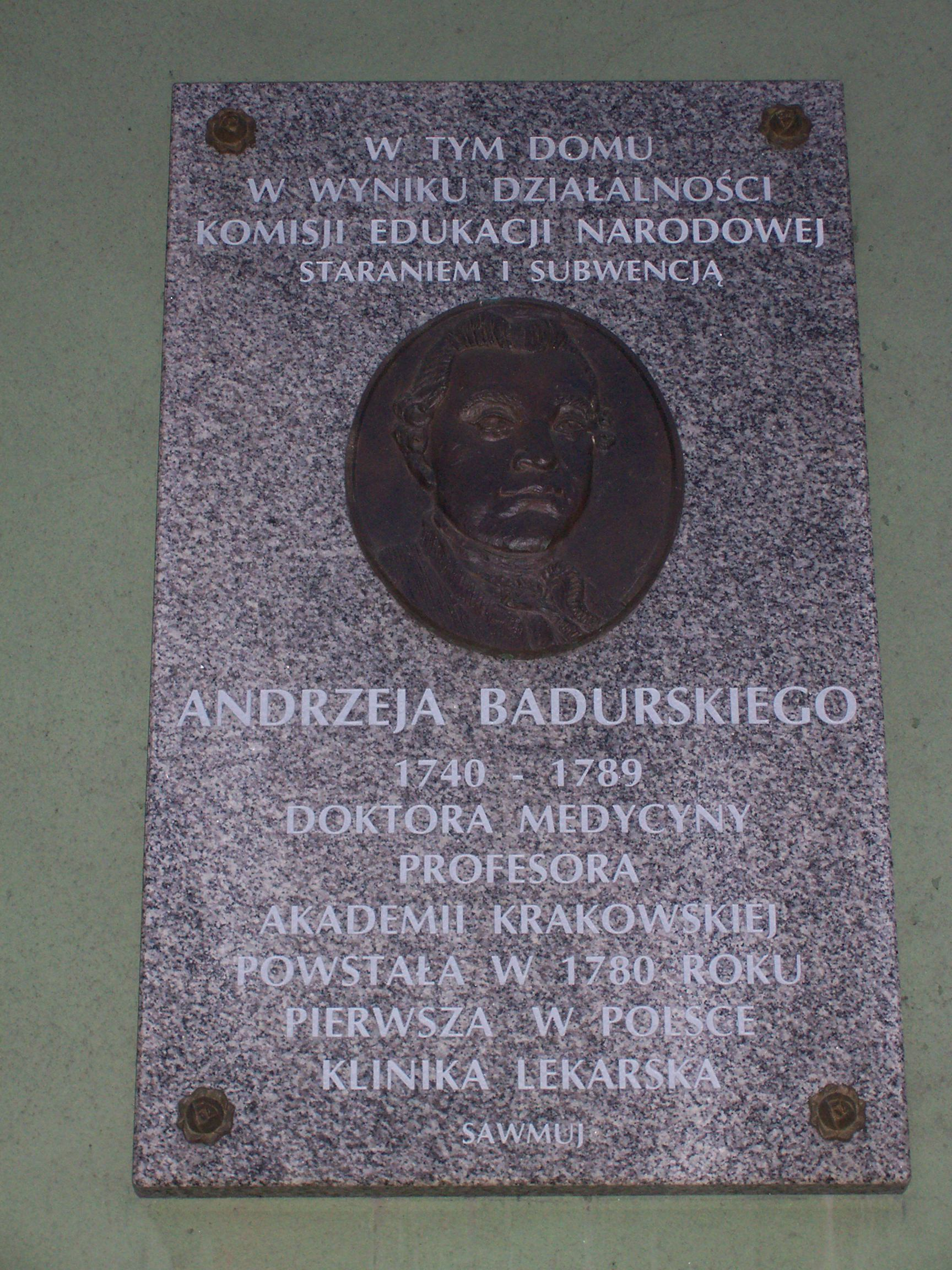
Tablica pamiątkowa poświęcona Andrzejowi Badurskiemu

Andrzej Badurski (ur. w 1740 r., zm. 17 marca 1789 r.) – polski lekarz, profesor medycyny, naukowiec i praktyk, patolog, magister Szkoły Królewskiej.

## Życiorys
Pochodził z Krakowa, dokąd wrócił w 1770 r. po ukończeniu studiów medycznych na Akademii w Bolonii (otrzymał tam stopień doktora). Na Akademii Krakowskiej prowadził intensywną działalność naukową.
Zreformował tamtejszy wydział lekarski. Był pierwszym profesorem Collegium Medicum Uniwersytetu Jagiellońskiego, a zarazem pierwszym profesorem chorób wewnętrznych.
W działalności organizatorskiej na tej uczelni opierał się na założeniach Starszej Szkoły Wiedeńskiej, ale zdawał sobie sprawę z jej ograniczeń, w związku z tym zgłaszał też własne postulaty.
M.in. opracował projekt urządzenia Katedry Anatomii na tejże uczelni (został kierownikiem katedry), a także zwrócił uwagę na konieczność powstania prosektorium oraz muzeum anatomicznego.
W r. 1776 zwrócił się do Komisji Edukacji Narodowej o założenie szpitala. Dokonał tego w 1780 r. Był to pierwszy szpital kliniczny w Krakowie. Instytucja ta otrzymała nazwę Szpitala Akademickiego Św. Barbary (pierwotnie znajdował się on w pojezuickim Kolegium św. Barbary), a Badurski został jego dyrektorem. Było to największe przedsięwzięcie w życiu lekarza. Ośrodek taki dawał studentom medycyny możliwość zapoznawania się z poszczególnymi przypadkami chorobowym.
Został pochowany w podziemiach Kościoła Mariackiego.

## Upamiętnienie
- W murze Kościoła św. Barbary w Krakowie od strony Małego Rynku jest wmurowana tablica pamiątkowa poświęcona Andrzejowi Badurskiemu, w miejscu pierwszej w Polsce kliniki uniwersyteckiej[5][6].
- Jest patronem ulicy w Krakowie w Dzielnicy XII Prokocim-Bieżanów[5].